# ダンス・ポップ
ダンス・ポップ（英: Dance pop）は、1980年代初頭に始まったダンス指向のポップ・ミュージックである。ディスコから派生した音楽で、アップテンポで単純な曲の構造を持つ強いビートが特徴である。ディスコのほかにポスト・ディスコやシンセポップなどの影響を受けていて、メロディやキャッチーな曲調に重点が置かれている。
ダンス・ポップの1980年代のおけるルーツはマドンナである。1980年代、ダンスポップはHi-NRGなどの他のアップテンポなエレクトロニックジャンルと密接に連携していた。1980年代の著名なプロデューサーには、ストック、エイトケン、ウォーターマンが含まれ、カイリー・ミノーグ、デッド・オア・アライブ、バナナラマなどのアーティストのためにHi-NRG/ダンスポップを生み出した。この10年間、ダンスポップはファンク(マイケル・ジャクソンやホイットニー・ヒューストンなど)、ニュー・ジャック・スウィング(ジャネット・ジャクソンやポーラ・アブドゥルなど)、コンテンポラリーR&Bから影響を受けた。
1980年代の他の著名なダンスポップアーティストやグループには、ペットショップボーイズ、メルとキム、サマンサフォックス、デビーギブソン、ティファニーが含まれていた。
1990年代までに、ダンスポップはポピュラー音楽の主要なジャンルになった。1990年代には、スパイス・ガールズ、ブリトニー・スピアーズ、クリスティーナ・アギレラ、ジェシカ・シンプソン、バックストリート・ボーイズ、NSYNCなど、いくつかのダンスポップグループダンス・ポップは、人気のスタイルであり、それを取り入れているアーティストも多くいる。

## 主なアーティスト

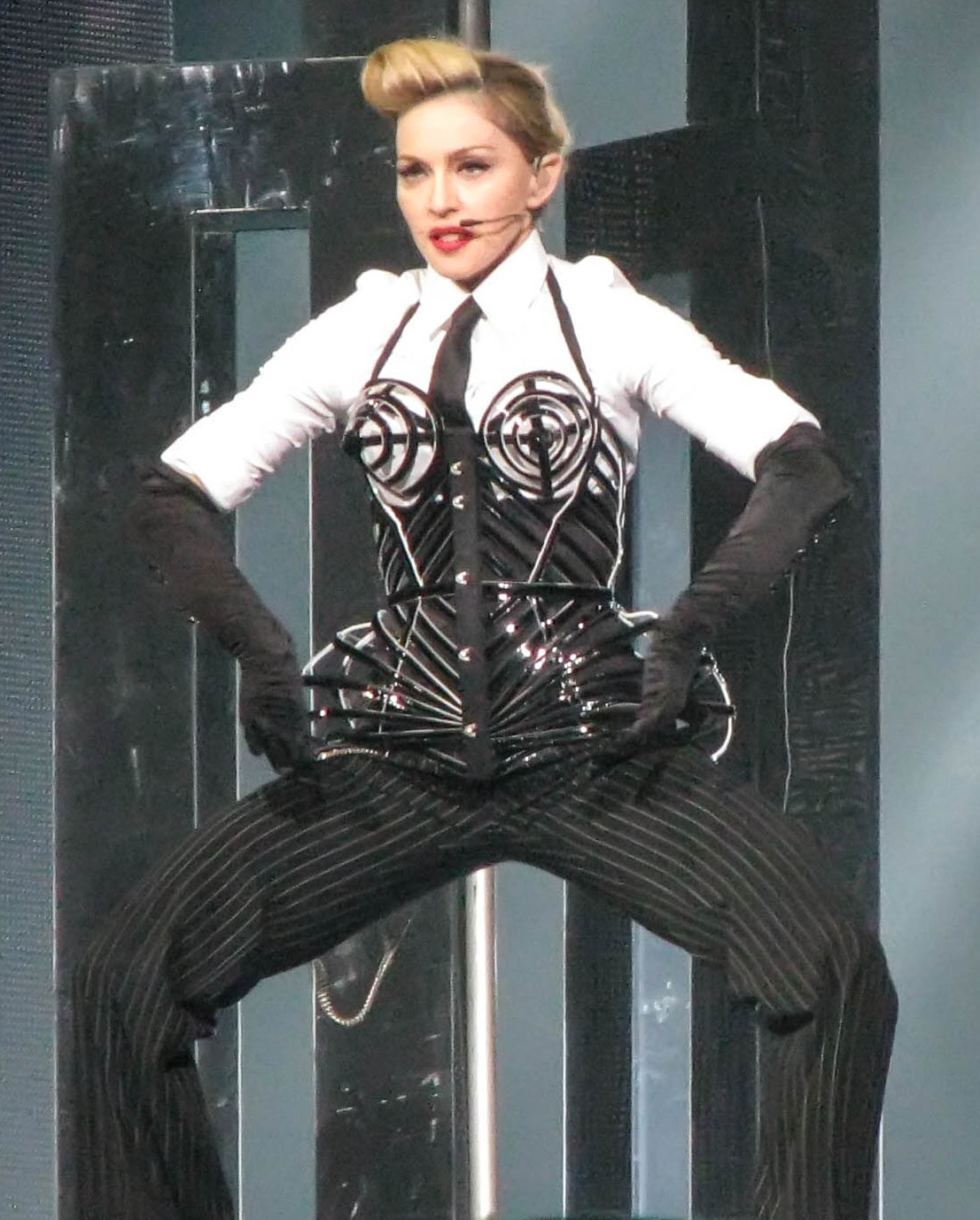
マイケル・ジャクソン
- ジャネット・ジャクソン
- ブリトニー・スピアーズ
- マドンナ
- レディー・ガガ
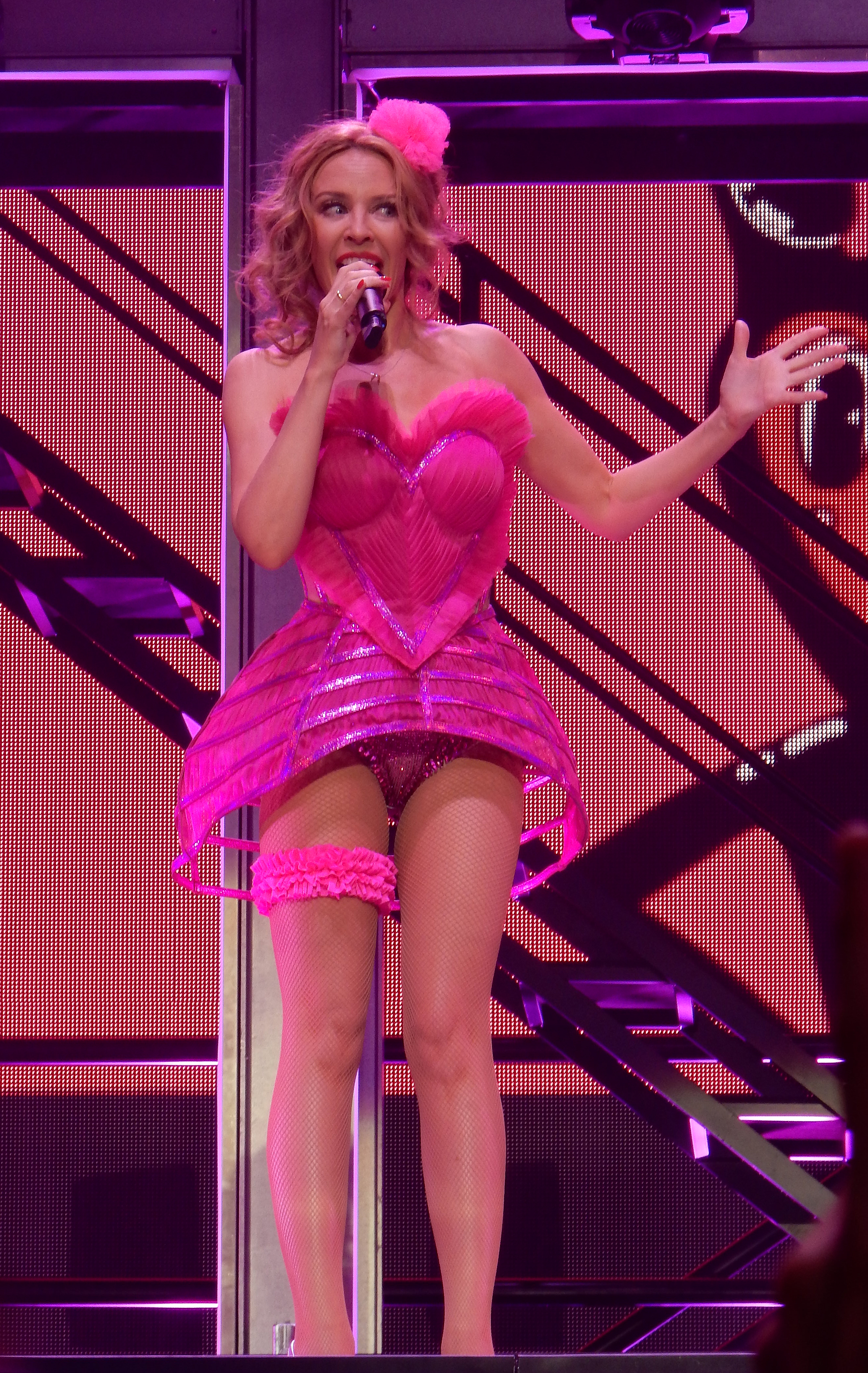
カイリー・ミノーグ
- バナナラマ
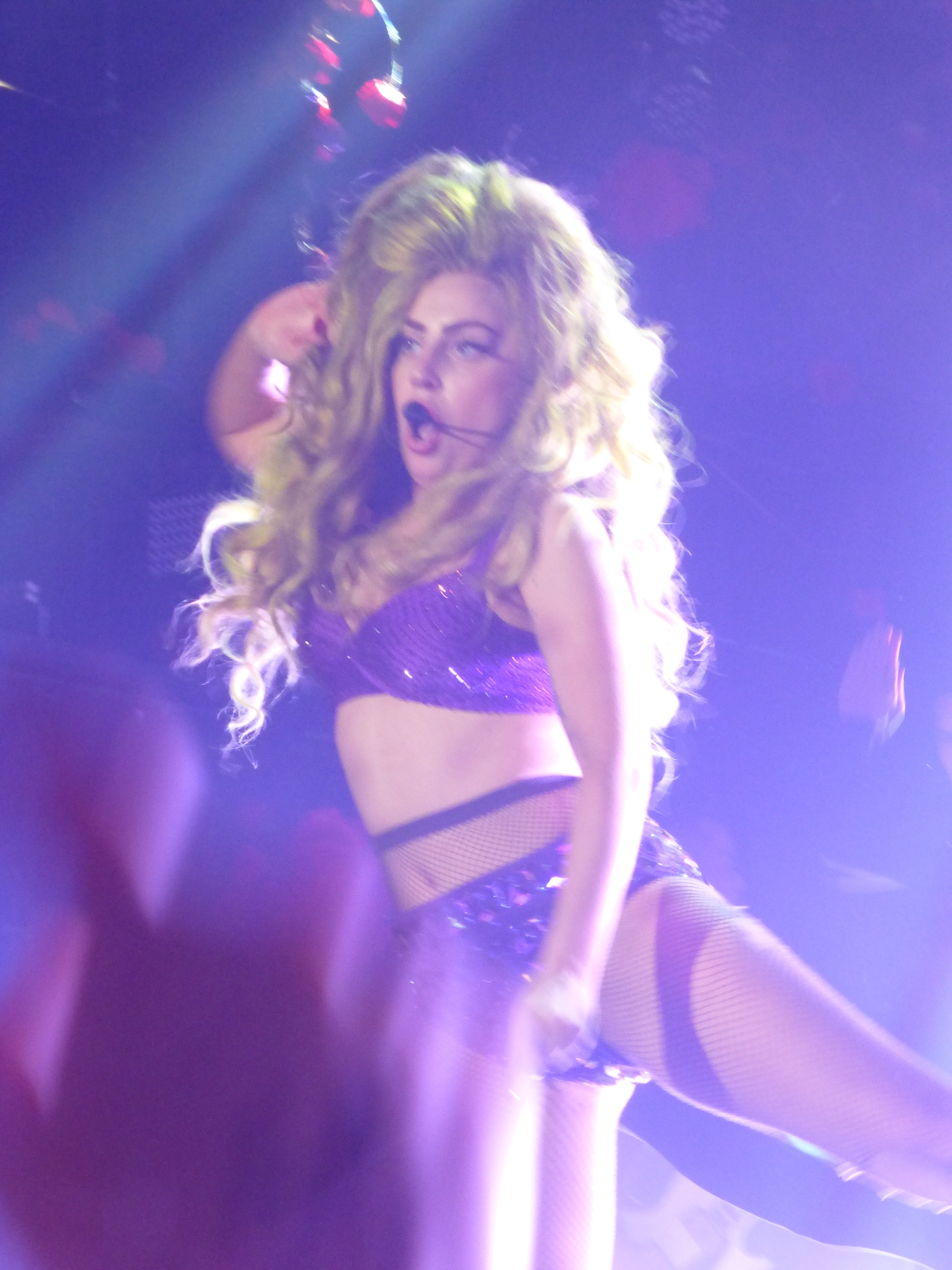
スパイス・ガールズ
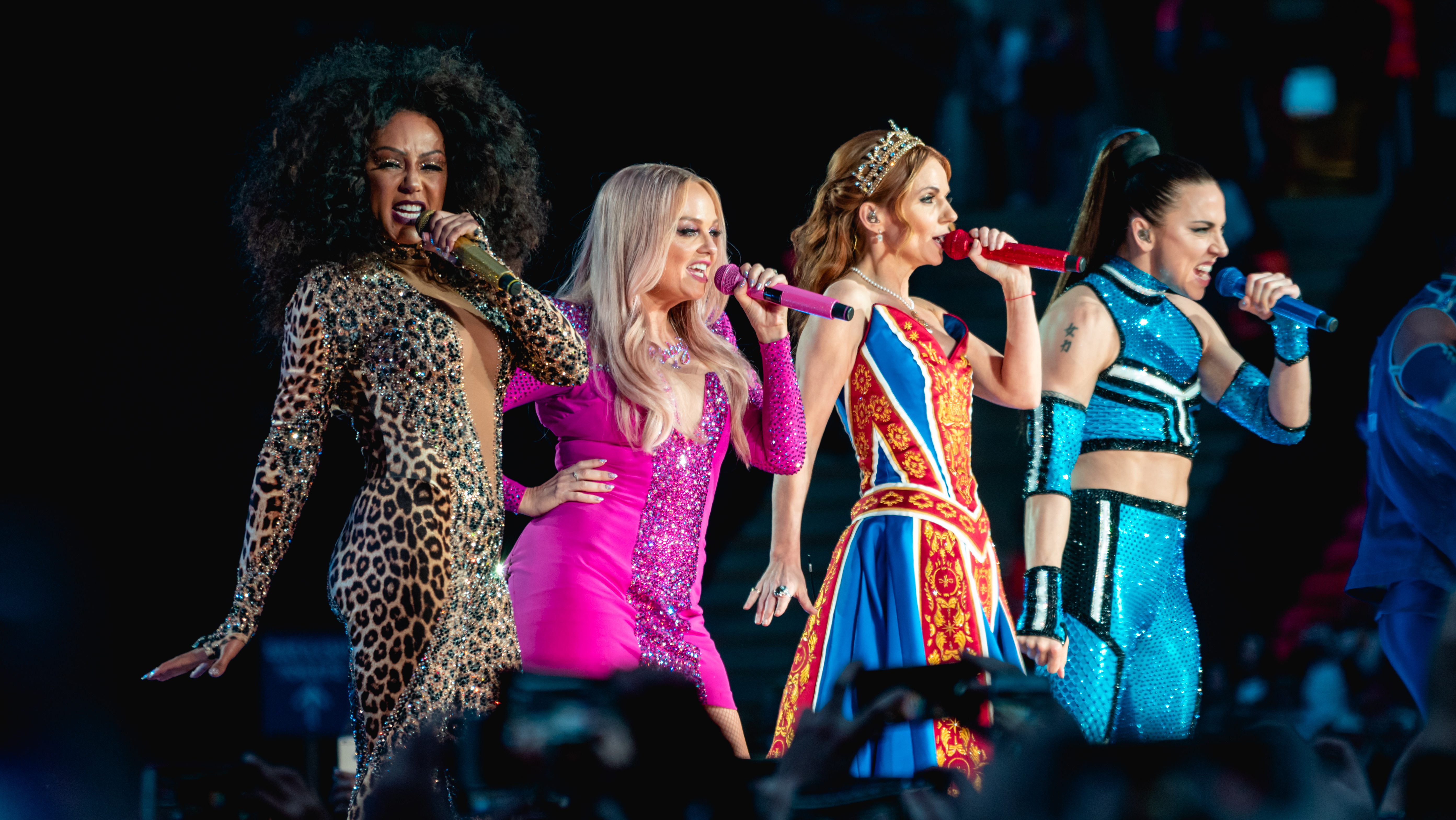
スパイス・ガールズ

- ケイティ・ペリー
- リック・アストリー
- メル&キム
- ジョージ・マイケル
- リアーナ
- ケシャ

- マドンナ
- カイリー・ミノーグ
- レディー・ガガ
- スパイス・ガールズ